# Хальсе, Никлас
Никлас Хальсе (дат. Nicklas Halse; 3 мая 1997 года, Дания) — датский футболист, играющий на позиции полузащитника.

## Клубная карьера
Никлас — воспитанник клуба «Видовре». C 2014 года выступал за основную команду в первой датской лиге. Провёл за неё пять матчей, дебютировав в большом футболе 23 марта 2014 года, в возрасте 16 лет поединком против «Силькеборга».
В том же году на талантливого юношу обратили внимание в «Брондбю» и вскоре он оказался в составе одного из лидеров датского футбола, тренируясь и играя в юношеской команде. В чемпионате Дании Никлас дебютировал 13 марта 2016 года в поединке против «Раннерса», выйдя на замену на 83-й минуте вместо Кристиана Нёргора.
Летом 2016 года появилась информация, что клуб не будет продлевать соглашение с игроком.

## Карьера в сборной
Хальсе принимал участие в матчах юношеских сборных Дании, однако игроком стартового состава не был и никак себя не проявил.